# Pouvana'a a Oopa Tetuaapua

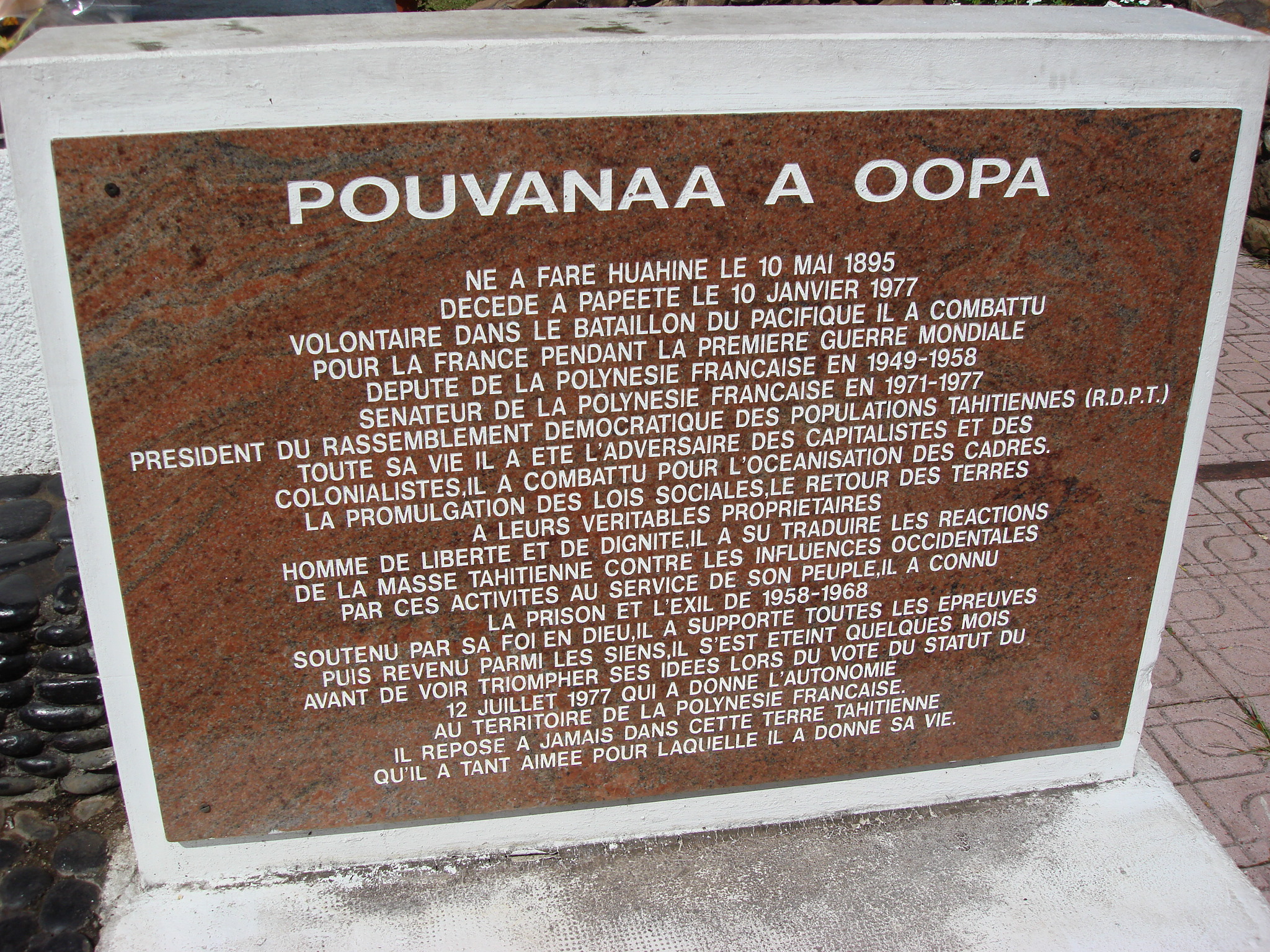
Gedenkstein für Pouvana'a a Oopa in der tahitianischen Hauptstadt Papeete

Pouvana'a a Oopa Tetuaapua (* 10. Mai 1895 in Huahine auf den Gesellschaftsinseln; † 10. Januar 1977 auf Tahiti) war ein Politiker in Französisch-Polynesien.
Oopa gilt als Wegbereiter der Front de libération de la Polynésie, die kurz nach seinem Tod von Oscar Temaru gegründet wurde und gilt heut bei seinen politischen Nachfolgern als „père du nationalisme tahitien“ und „Metua“ (Vater der Nation).
Schon vor der Vollendung seines zehnten Lebensjahres verließ er die Schule. Er wurde protestantisch erzogen und wuchs in einem religiösen Milieu auf, wobei die Beschäftigung mit der Bibel für seine spätere, bemerkenswerte rhetorische Gewandtheit prägend war. Im Januar 1918 verließ er seine Heimat und trat im französischen Mutterland der Infanterieeinheit B.M.P. (Bataillon mixte du Pacifique) bei, um am Ersten Weltkrieg teilnehmen zu können.
Nach dem Zweiten Weltkrieg gründete er die politische Vereinigung Comité Pouvanaa, die tiefgreifende Veränderungen im französisch-ozeanischen Verhältnis forderte. Im Juli 1947 wurde er unter anderem wegen „Verschwörung gegen die staatliche Sicherheit“ angeklagt.
Als er im Oktober 1947 zum Abgeordneten gewählt wurde, gründete er die Partei Rassemblement des populations tahitiennes (RDPT), welche die lokale Politik Französisch-Polynesiens bis 1958 entscheidend mitprägte und bisweilen als versteckt kommunistische Partei eingeschätzt wurde. Ohne die Unabhängigkeit offen zu fordern, waren die Ziele der RDPT die Autonomie von Frankreich und der Kampf gegen dessen Kapitalisten. Von Gewerkschaften unterstützt, wurde Oopa zweimal, 1951 mit 72 % 1956 mit 58 % der Stimmen, wiedergewählt. Im Dezember 1957 wurde er zum Vizepräsidenten des neu entstandenen Regierungsrates Französisch-Polynesiens gewählt.
Vor dem Referendum am 28. September 1958, wirbt Oopa für einen autonomen Staat Polynesien. 68 % der Stimmberechtigten votierten aber für den Verbleib des Territoriums bei Frankreich. Am 11. Oktober wurde Oopa beschuldigt, mithilfe von Partisanen in Papeete den Versuch einer Brandstiftung unternommen zu haben. Er wurde zu acht Jahren Gefängnis und dazu verurteilt, 15 Jahre lang Polynesien nicht zu betreten. Am 12. Februar 1960 wurde er seines Abgeordnetenmandats enthoben. Begnadigt, kehrte er im November 1968 nach Tahiti zurück.
1971 wurde er zum Senator gewählt. Im Senat wurde er Mitglied im Ausschuss für kulturelle Angelegenheiten und in der Groupe de l'Union Centriste des Démocrates de Progrès. Bis zu seinem Tod 1977 hatte er den Posten des Senators inne.
| Personendaten    | Personendaten                                     |
| ---------------- | ------------------------------------------------- |
| NAME             | Oopa Tetuaapua, Pouvana'a a                       |
| KURZBESCHREIBUNG | französischer Politiker in Französisch-Polynesien |
| GEBURTSDATUM     | 10. Mai 1895                                      |
| GEBURTSORT       | Huahine auf den Gesellschaftsinseln               |
| STERBEDATUM      | 10. Januar 1977                                   |
| STERBEORT        | Tahiti                                            |